# گورستان تربه کوله میانرود
گورستان تربه کوله میانرود در شهرستان رضوانشهر، بخش پره سر، روستای میانرود واقع شده و این اثر در تاریخ ۲۷ بهمن ۱۳۸۲ با شمارهٔ ثبت ۱۰۹۵۶ به‌عنوان یکی از آثار ملی ایران به ثبت رسیده است.